# Ice – Der Tag, an dem die Welt erfriert
Ice – Der Tag, an dem die Welt erfriert (Originaltitel Ice, Alternativtitel Ice – Wenn die Welt erfriert) ist ein britisch-neuseeländischer zweiteiliger Katastrophenfernsehfilm aus dem Jahr 2011 von Nick Copus.

## Handlung
2020: Wie prognostiziert hat die globale Erwärmung zugenommen. Südeuropa hat sich in Folge des Ausbleibens von Regen in eine Wüste verwandelt. Ähnliches ereignet sich nun auch in Nordeuropa. Lediglich das Vereinigte Königreich und Teile der USA sind nicht betroffen. Darüber hinaus wird die Welt von einer globalen Energiekrise erschüttert: fossile Brennstoffe sind nahezu ausgeschöpft. Die letzten bekannten Vorkommen befinden sich unter den grönländischen Gletschern. Halo, ein US-amerikanisches Energieunternehmen, besitzt die einzige Bohrlizenz in Grönland und will ungehindert der Konsequenzen für die Umwelt den Rohstoff abbauen.
Professor Thom Archer arbeitet bei der Polar Alliance, einem Regierungsdienst, dessen Aufgabe es ist, Verbindungen zwischen industriellen Aktivitäten in der Arktis und dem Schmelzen des Eises zu finden. Thom versucht, die Behörden davon zu überzeugen, Halo die Lizenz für Bohrungen zu entziehen. Laut Thom schmelzen die Gletscher sehr schnell, und wenn sie verschwinden, steigt das Meerwasser um gute sieben Meter an. Der Nordatlantikstrom würde zum Stillstand kommen und möglicherweise eine neue Eiszeit auf der Nordhalbkugel verursachen. Halo gibt zu, dass die Bohrungen dies verursachen könnten, behauptet aber auch, dass Thom keine Beweise hätte. Deshalb verlängert die Regierung die Lizenz.
Am Geburtstag seiner Tochter erhält Thom in Großbritannien Besuch von seiner Frau und der gemeinsamen Tochter. Währenddessen findet sein Kollege Peterson Beweise dafür, dass Halos Bohrer für das Schmelzen der Gletscher verantwortlich sind. Thom reist nach Grönland, um Peterson zu finden, da es das Gerücht gäbe, er wäre von einem Eisbären getötet worden. Allerdings stellt sich heraus, dass Peterson von Halo festgehalten wird.
Thom kann die Beweise von Peterson gegen Halo ausfindig machen. Das Unternehmen beginnt allerdings parallel dazu, den Abbau mit einem neuen Bohrer, der eine geothermische Quelle im Meeresboden erschließen soll, voranzutreiben. Diese Quelle schmilzt das gesamte Polareis in nur wenigen Stunden. Thoms Vorhersage ist nun Tatsache: Die Nordhalbkugel wird schnell von einer enormen Schneemenge bedeckt und die Temperatur sinkt auf −30° Celsius.
Auf Thoms Drängen evakuiert die britische Regierung die Bevölkerung in den Süden. Unterdessen fliegt Thom mit der Ex-Halo-Umweltschützerin Sarah Fitch nach Großbritannien, um seine Familie aus dem postapokalyptischen London zu retten.

## Hintergrund
Die Dreharbeiten fanden in und um Auckland und Wanaka statt.

## Rezeption
„Katastrophenfilm vor dem Hintergrund des gängigen Horrorszenarios einer globalen Klimagefahr, die nur ein genialer Forscher meistern kann.“

„Okay, aber insgesamt lässt der Film kalt.“

TV Spielfilm fasst sich kurz und hebt hervor, dass der Zweiteiler „immerhin einige kluge Ideen“ parat hat.
Der Film weist eine Wertung von 4,5 Sterne von möglichen 10,0 Sterne bei der Internet Movie Database bei über 1.600 Bewertungen vor.